# 筑波大学ビジネス科学研究群
筑波大学ビジネス科学研究群は、筑波大学が東京都文京区（最寄り駅、茗荷谷駅）に設置する大学院研究科の一つ。GSSM（Graduate School of Systems and Management）という略称を用い、経営学とシステムズマネジメントの融合を志向した教育・研究を展開している。
経営学学位プログラムでは、経営戦略論、組織論、マーケティング、会計、ファイナンスといった経営学の中核領域に加え、統計学、オペレーションズ・リサーチ、人工知能、データマイニング、シミュレーション、知識工学など、数理・情報科学の先端領域もカバーする融合的なカリキュラムを特徴としている。本プログラムでは、実務経験を有する学生と、ビジネスサイエンス系の研究者による先端的な指導が融合され、実務と理論の架橋を図る教育・研究が行われている。国際化・情報化など環境変化の激しい現代において、科学的・分析的視点からビジネス課題を捉え、理論と実践の統合により新たな解決策を生み出す高度ビジネスプロフェッショナルの育成を目指している。

## 概要
2020年に筑波大学の大学院組織再編により創設された「人文社会ビジネス科学学術院」の下に置かれた研究群であり、経営学、法学、国際経営、会計、知的財産など幅広い分野の教育・研究を担っている。
学術的研究にとどまらず、実務家教員や企業・官公庁との連携による実践的な教育が重視されている点が特徴である。社会人学生の受け入れや、夜間・週末の講義開講など、柔軟な履修体系を整備している。

## 教員

### 博士前期課程担当
- 池田 めぐみ
- 尾崎 幸謙
- 佐藤 忠彦
- 佐藤 秀典
- 猿渡 康文
- 津田 和彦
- 西尾 チヅル
- 牧本 直樹
- 吉田 光男
- 立本 博文
- 中村 亮介
- 伴 正隆
- 山田 雄二

### 博士後期課程担当
- 尾崎 幸謙
- 佐藤 忠彦
- 佐藤 秀典
- 猿渡 康文
- 津田 和彦
- 西尾 チヅル
- 牧本 直樹
- 吉田 光男
- 立本 博文
- 中村 亮介
- 伴 正隆
- 山田 雄二
- ベントン・キャロライン
- 領家 美奈

### かつて在籍した教員
- 伊藤彰敏

## 沿革
- 1989年4月：大学院修士課程経営・政策科学研究科において、経営システム科学専攻を設置[2]
- 1990年4月：同研究科に企業法学専攻を設置
- 1996年4月：博士課程として企業科学専攻を新設
- 2001年4月：経営・政策科学研究科の既存専攻を再編し、大学院ビジネス科学研究科を設置
- 2006年4月：ビジネス科学研究科に、法曹専攻（専門職大学院課程）および国際経営プロフェッショナル専攻を新設
- 2020年4月：ビジネス科学研究科の改組により、人文社会ビジネス科学学術院の下にビジネス科学研究群を設置。経営学学位プログラム（博士前期課程・博士後期課程）を含む新たな教育体系が発足

## 出身者
- 中川慧
- 福原正大[3]
- 宮川壽夫
- 松田千恵子

## 特色
- 東京キャンパス（文京区大塚）に拠点を置き、アクセスの利便性を活かした社会人教育を展開。
- 筑波キャンパスとの共同研究や教員交流も活発で、大学全体としての教育資源を活かしたカリキュラムが提供されている。

## 所在地
- 東京都文京区大塚3丁目29-1（筑波大学 東京キャンパス文京校舎）